# Kavalier Hepp
Das Kavalier Hepp ist ein Kavalier der klassizistischen Landesfestung in Ingolstadt.

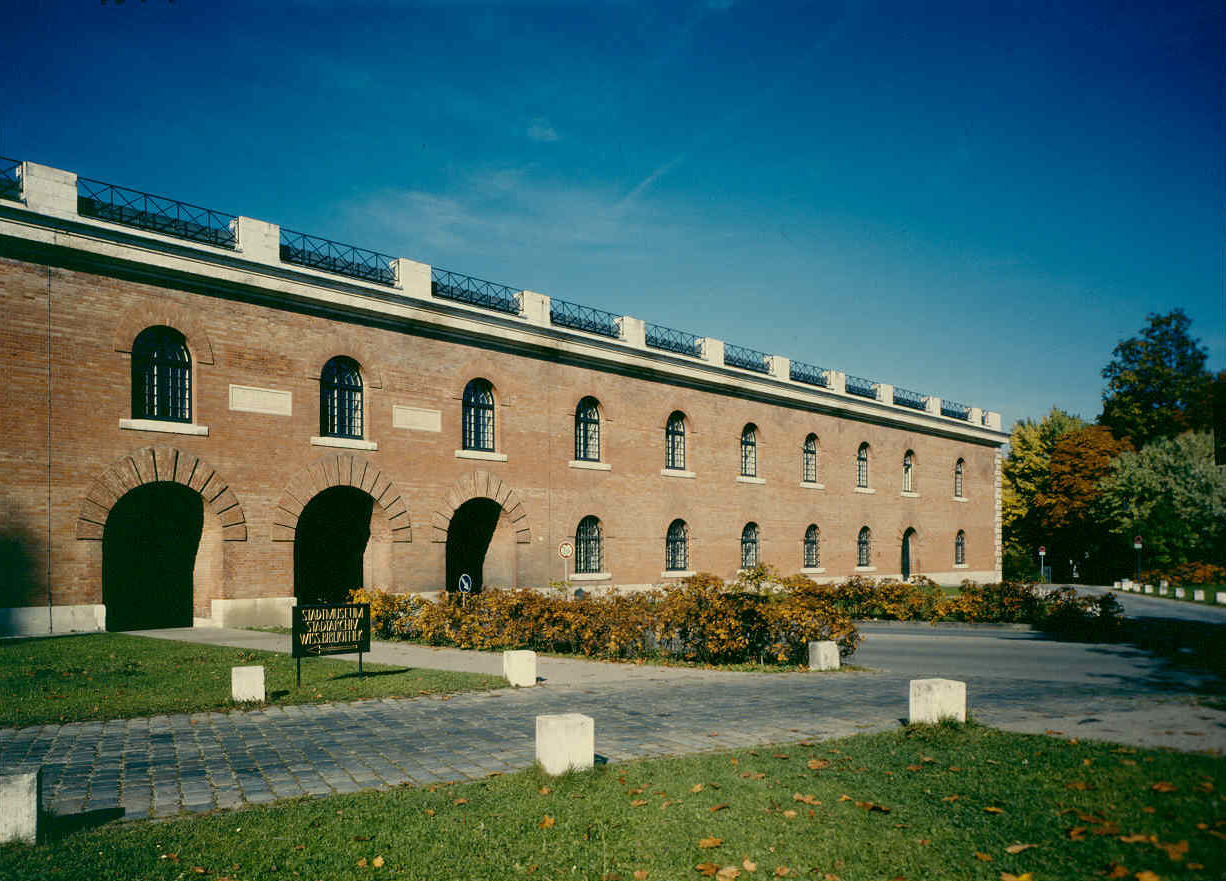
Das Stadtmuseum Ingolstadt im Kavalier Hepp

Es handelt sich um einen zweigeschossigen flachgedeckten Sichtziegelbau mit stumpfwinklig ansetzenden Seitenflügeln und runden Treppentürmen. Mit dem Bau des Kavaliers Hepp wurde 1838 begonnen. Er konnte 1843 beendet werden, wobei ihm ein repräsentativer Torbau vorgelagert wurde. Benannt wurde der Verteidigungsbau nach dem Major der bayerischen Armee Kaspar von Hepp (1758 bis 1806). Vorgelagert ist das Äußere Kreuztor, ein repräsentativer Torbau mit den beiden Festungsbaumeistern Daniel Specklin/Speckle und Graf Reinhard zu Solms-Münzenberg als Reitervollfiguren, ausgeführt von dem Münchner Bildhauer Professor Ernst Mayer (1796–1844).
Ihre Bedeutung verloren die Kavaliere in Ingolstadt aber bereits ab 1875, als die äußeren Fortgürtel gebaut wurden. Nach dem Zweiten Weltkrieg wurden im Kavalier Hepp Notwohnungen eingerichtet. 1973 beschloss der Stadtrat, das Kavalier Hepp nicht abzureißen, sondern zu renovieren. Im Jahr 1975 zogen Stadtarchiv und Wissenschaftliche Bibliothek im Kavalier ein, 1981 folgte das Stadtmuseum Ingolstadt.